# Sophia Flörsch
Sophia Flörsch (Grünwald, Baviera, Alemania; 1 de diciembre de 2000) es una piloto de automovilismo alemana. Corrió en la Fórmula 4 tanto en la ADAC como en la Italiana, así como en el Campeonato Ginetta Junior y en carreras de resistencia. En 2023 se unió a la Academia Alpine y corrió en el Campeonato de Fórmula 3 de la FIA con PHM Racing by Charouz, logrando ser la primera mujer en puntuar en la historia de la categoría. Firmó en 2024 con el equipo Van Amersfoort Racing.

## Carrera
Flörsch comenzó a hacer karting en 2005. Desde 2008 hasta 2014, Flörsch compitió en varios eventos de karting en toda Europa a través de Kart Sport. Se convirtió en la primera piloto femenina y también la piloto más joven de las tres series en las que compitió, el Campeonato SAKC 2008, el Campeonato Alemán ADAC 2009 y el Campeonato Europeo 2010 Easykart. También fue explorada por Red Bull.

### Ginetta Junior
En 2015, Flörsch participó en la temporada 2015 del Campeonato Ginetta Junior conduciendo para HHC Motorsport. Durante la temporada, Flörsch acumuló dos victorias y dos podios más. Ella hizo doble historia de Ginetta en Thruxton al convertirse en la piloto más joven en ganar una carrera de Ginetta Junior, y también en la primera novata en ganar dos de dos carreras en un fin de semana. Su temporada se vio interrumpida debido a problemas financieros y terminó a mitad de temporada, en ese momento ocupando el tercer lugar en el campeonato, también liderando el campeonato de novatos.

### Fórmula 4

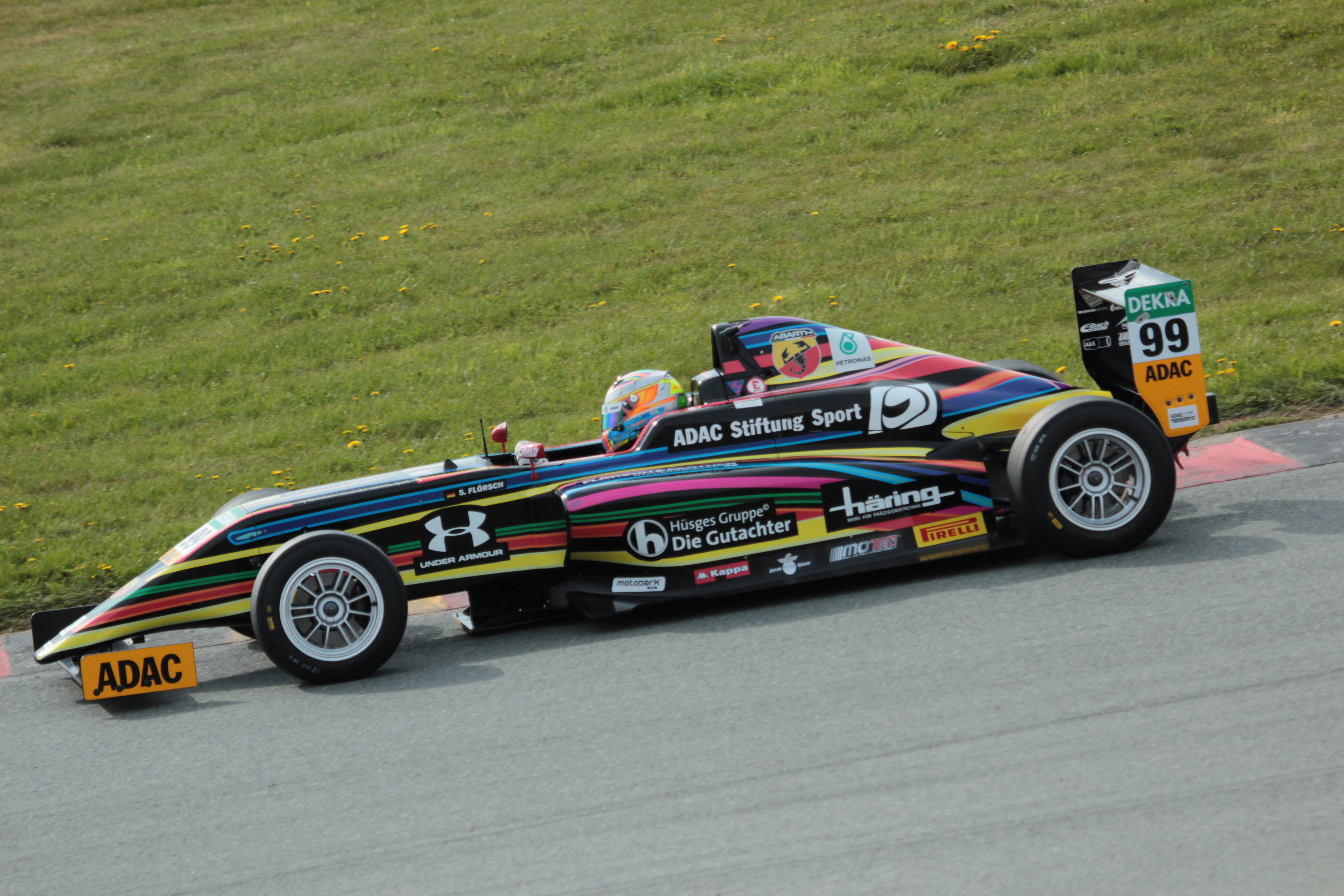
Sophia Flörsch en Fórmula 4, 2016.

En 2016, firmó con BWT Mücke Motorsport para conducir en el Campeonato de Fórmula 4 ADAC de 2017. En su carrera debut, se convirtió en la primera mujer en ganar puntos en una carrera de la categoría. Ella casi logró su primer podio en su tercera carrera, sin embargo, fue chocada por otro auto en las últimas vueltas de la carrera, se recuperó al quinto. Su primera vuelta más rápida de la temporada llegó en la carrera 3 en Zandvoort, en una carrera detenida por las malas condiciones meteorológicas.

### Fórmula 3

#### 2018
El 13 de marzo de 2018, Flörsch participó en su primera prueba de Fórmula 3, conduciendo un monoplaza de Van Amersfoort Racing, con intenciones de debutar en la temporada del campeonato europeo. El 6 de julio de 2018, se anunció que se uniría a VAR comenzando con la ronda en el Circuito de Zandvoort una semana después. Terminó en 22 en la clasificación, y su único punto fue más tarde en el Red Bull Ring.

##### Accidente en Macao
Del 15 al 18 de noviembre de 2018, Flörsch participó en la Copa Mundial de F3 en el Gran Premio de Macao de 2018. Durante la carrera principal, en la vuelta 4, hizo contacto con su compañero Jehan Daruvala, quien, según informes, estaba disminuyendo la velocidad por banderas amarillas que aparecían erróneamente en la recta entre el Mandarin Corner (curva 2) y Lisboa Bend (curva 3). Esto causó que su monoplaza girara fuera de control, catapultándola a Lisboa Bend a alta velocidad, lanzándose contra el vehículo de Sho Tsuboi, atravesando las barreras y rompiendo el búnker de fotógrafos. Flörsch siguió consciente después del accidente y fue hospitalizada junto con Tsuboi, dos fotógrafos y un marshal. Más tarde le diagnosticaron una fractura de la columna vertebral, por la cual se sometió a una cirugía de 17 horas al día siguiente, y luego al líder de su equipo, Frits Van Amersfoort, se le informó que había tenido éxito «sin riesgo de parálisis».

#### 2019
En 2019, Flörsch disputó temporada inaugural del Campeonato de Fórmula Regional Europea, nuevamente para Van Amersfoort Racing. Sumó en todas las carreras para poder finalizar séptima en el Campeonato de Pilotos con 149 puntos.

#### 2020
En febrero de 2020, Sophia se unió a Campos Racing para disputar el Campeonato de Fórmula 3 de la FIA junto a Alex Peroni y Alessio Deledda. Este año, tuvo su primera experiencia en carreras de resistencia en la European Le Mans Series. Correrá las 24 Horas de Le Mans.

## Resumen de carrera
| Temporada | Categoría                                          | Equipo                    | Carreras     | Victorias    | Poles        | VR           | Podios       | Puntos       | Pos.         |
| --------- | -------------------------------------------------- | ------------------------- | ------------ | ------------ | ------------ | ------------ | ------------ | ------------ | ------------ |
| 2015      | Campeonato Ginetta Junior                          | HHC Motorsport            | 10           | 2            | 1            | 1            | 4            | 211          | 11.ª         |
| 2016      | ADAC Fórmula 4                                     | Motopark                  | 24           | 0            | 0            | 1            | 0            | 25           | 19.ª         |
| 2017      | ADAC Fórmula 4                                     | BWT Mücke Motorsport      | 20           | 0            | 0            | 2            | 2            | 71           | 13.ª         |
| 2017      | Campeonato de Italia de Fórmula 4                  | BWT Mücke Motorsport      | 9            | 0            | 0            | 0            | 0            | 28           | NC†          |
| 2018      | Campeonato Europeo de Fórmula 3 de la FIA          | Van Amersfoort Racing     | 21           | 0            | 0            | 0            | 0            | 1            | 22.ª         |
| 2018      | Gran Premio de Macao                               | Van Amersfoort Racing     | 1            | 0            | 0            | 0            | 0            | N/A          | NC           |
| 2019      | Campeonato de Fórmula Regional Europea             | Van Amersfoort Racing     | 25           | 0            | 0            | 0            | 0            | 149          | 7.ª          |
| 2019      | Gran Premio de Macao                               | HWA RACELAB               | 2            | 0            | 0            | 0            | 0            | N/A          | 26.ª         |
| 2020      | Campeonato de Fórmula 3 de la FIA                  | Campos Racing             | 16           | 0            | 0            | 0            | 0            | 0            | 29.ª         |
| 2020      | European Le Mans Series - LMP2                     | Richard Mille Racing Team | 3            | 0            | 0            | 0            | 0            | 2            | 25.ª         |
| 2020      | 24 Horas de Le Mans                                | Richard Mille Racing Team | 1            | 0            | 0            | 0            | 0            | 0            | 13.ª         |
| 2021      | Campeonato Mundial de Resistencia de la FIA - LMP2 | Richard Mille Racing Team | 6            | 0            | 0            | 0            | 0            | 31           | 13.ª         |
| 2021      | Deutsche Tourenwagen Masters                       | Abt Sportsline            | 14           | 0            | 0            | 0            | 0            | 8            | 18.ª         |
| 2022      | European Le Mans Series                            | Algarve Pro Racing        | 4            | 0            | 0            | 0            | 1            | 23           | 13.ª         |
| 2022      | 24 Horas de Le Mans - LMP2                         | Algarve Pro Racing        | 1            | 0            | 0            | 0            | 0            | N/A          | 20.ª         |
| 2023      | Campeonato de Fórmula 3 de la FIA                  | PHM Racing by Charouz     | 18           | 0            | 0            | 0            | 0            | 6            | 23.ª         |
| 2023      | Gran Premio de Macao                               | Van Amersfoort Racing     | 1            | 0            | 0            | 0            | 0            | N/A          | 11.ª         |
| 2024      | Campeonato de Fórmula 3 de la FIA                  | Van Amersfoort Racing     | 20           | 0            | 0            | 0            | 0            | 0            | 29.ª         |
| 2025      | Indy NXT                                           | HMD Motorsports           | Disputándose | Disputándose | Disputándose | Disputándose | Disputándose | Disputándose | Disputándose |
| Fuente:   |                                                    |                           |              |              |              |              |              |              |              |

## Resultados

### Campeonato Europeo de Fórmula 3 de la FIA
(Clave) (negrita indica pole position) (cursiva indica vuelta rápida)

| Año     | Equipo                | 1     | 2     | 3     | 4     | 5     | 6     | 7     | 8     | 9     | 10       | 11       | 12       | 13       | 14       | 15       | 16       | 17       | 18       | 19       | 20       | 21       | 22        | 23       | 24       | 25       | 26       | 27       | 28       | 29       | 30       | Pos. | Puntos |
| ------- | --------------------- | ----- | ----- | ----- | ----- | ----- | ----- | ----- | ----- | ----- | -------- | -------- | -------- | -------- | -------- | -------- | -------- | -------- | -------- | -------- | -------- | -------- | --------- | -------- | -------- | -------- | -------- | -------- | -------- | -------- | -------- | ---- | ------ |
| 2018    | Van Amersfoort Racing | PAU 1 | PAU 2 | PAU 3 | HUN 1 | HUN 2 | HUN 3 | NOR 1 | NOR 2 | NOR 3 | ZAN 1 23 | ZAN 2 17 | ZAN 3 19 | SPA 1 16 | SPA 2 17 | SPA 3 21 | SIL 1 18 | SIL 2 19 | SIL 3 17 | MIS 1 16 | MIS 2 19 | MIS 3 18 | NÜR 1 Ret | NÜR 2 16 | NÜR 3 21 | RBR 1 17 | RBR 2 10 | RBR 3 15 | HOC 1 15 | HOC 2 19 | HOC 3 18 | 22.ª | 1      |
| Fuente: |                       |       |       |       |       |       |       |       |       |       |          |          |          |          |          |          |          |          |          |          |          |          |           |          |          |          |          |          |          |          |          |      |        |

### Gran Premio de Macao
| Año  | Escudería             | Q  | QR | Pos. |
| ---- | --------------------- | -- | -- | ---- |
| 2018 | Van Amersfoort Racing | 20 | 19 | R    |
| 2019 | HWA Racelab           | 27 | 21 | R    |
| 2023 | Van Amersfoort Racing | 17 | 15 | 11   |

### Campeonato de Fórmula 3 de la FIA
(Clave) (negrita indica pole position) (cursiva indica vuelta rápida puntuable)

| Año  | Escudería             | 1    | 1    | 2    | 2    | 3   | 3   | 4    | 4    | 5    | 5    | 6   | 6   | 7   | 7   | 8   | 8   | 9   | 9   | 10  | 10  | Pos. | Puntos | Ref.   |
| ---- | --------------------- | ---- | ---- | ---- | ---- | --- | --- | ---- | ---- | ---- | ---- | --- | --- | --- | --- | --- | --- | --- | --- | --- | --- | ---- | ------ | ------ |
| 2020 | Campos Racing         | SPI1 | SPI1 | SPI2 | SPI2 | BUD | BUD | SIL1 | SIL1 | SIL2 | SIL2 | BAR | BAR | SPA | SPA | MNZ | MNZ | MUG | MUG |     |     | 29.ª | 0      | [ 18 ] |
| 2020 | Campos Racing         | 26   | 16   | 21   | Ret  | 18  | 14  | 22   | 25   | 20   | 19   | 27  | 23  |     |     | 21  | 12  | 22  | 24  |     |     | 29.ª | 0      | [ 18 ] |
| 2023 | PHM Racing by Charouz | SAK  | SAK  | MEL  | MEL  | MON | MON | BAR  | BAR  | SPI  | SPI  | SIL | SIL | BUD | BUD | SPA | SPA | MNZ | MNZ |     |     | 23.ª | 6      | [ 19 ] |
| 2023 | PHM Racing by Charouz | 22   | 20   | 16   | 18   | 23  | 23  | 21   | 20   | 18   | DSQ  | 19  | 23  | 15  | 18  | 12  | 7   | 16  | 13  |     |     | 23.ª | 6      | [ 19 ] |
| 2024 | Van Amersfoort Racing | SAK  | SAK  | MEL  | MEL  | IMO | IMO | MON  | MON  | BAR  | BAR  | SPI | SPI | SIL | SIL | BUD | BUD | SPA | SPA | MNZ | MNZ | 29.ª | 0      | [ 20 ] |
| 2024 | Van Amersfoort Racing | 23   | 30†  | 19   | Ret  | 15  | 12  | Ret  | 19   | 20   | 18   | 26  | 11  | Ret | Ret | 23  | 23  | 19  | Ret | 16  | Ret | 29.ª | 0      | [ 20 ] |

### European Le Mans Series
(Clave) (negrita indica pole position) (cursiva indica vuelta rápida)

| Año  | Escudería                 | Clase | Automóvil       | 1   | 2   | 3   | 4   | 5   | Pos. | Puntos | Ref. |
| ---- | ------------------------- | ----- | --------------- | --- | --- | --- | --- | --- | ---- | ------ | ---- |
| 2020 | Richard Mille Racing Team | LMP2  | Oreca 07-Gibson | LEC | SPA | LEC | MNZ | ALG | 25.ª | 2      |      |
| 2020 | Richard Mille Racing Team | LMP2  | Oreca 07-Gibson |     |     | 11  | 10  | 11  | 25.ª | 2      |      |

### 24 Horas de Le Mans
| Año     | Equipo                    | Copilotos                       | Automóvil       | Clase | Vueltas | Pos. | Pos. Clase |
| ------- | ------------------------- | ------------------------------- | --------------- | ----- | ------- | ---- | ---------- |
| 2020    | Richard Mille Racing Team | Tatiana Calderón Beitske Visser | Oreca 07-Gibson | LMP2  | 364     | 13.ª | 9.ª        |
| 2021    | Richard Mille Racing Team | Tatiana Calderón Beitske Visser | Oreca 07-Gibson | LMP2  | 74      | DNF  | DNF        |
| 2022    | Algarve Pro Racing        | Jack Aitken John Falb           | Oreca 07-Gibson | LMP2  | 361     | 25.ª | 20.ª       |
| Fuente: |                           |                                 |                 |       |         |      |            |

### Campeonato Mundial de Resistencia de la FIA
(Clave) (negrita indica pole position) (cursiva indica vuelta rápida)

| Año   | Escudería                 | Clase | Automóvil       | 1   | 2   | 3   | 4    | 5   | 6   | Pos. | Puntos | Ref.   |
| ----- | ------------------------- | ----- | --------------- | --- | --- | --- | ---- | --- | --- | ---- | ------ | ------ |
| 2021* | Richard Mille Racing Team | LMP2  | Oreca 07-Gibson | SPA | POR | MON | LMS  | BHR | BHR | 14.ª | 20     | [ 21 ] |
| 2021* | Richard Mille Racing Team | LMP2  | Oreca 07-Gibson | 8   | 6   | 8   | Ret. |     |     | 14.ª | 20     | [ 21 ] |

### Deutsche Tourenwagen Masters
(Clave) (negrita indica pole position) (cursiva indica vuelta rápida)

| Año  | Equipo         | Automóvil       | 1        | 2        | 3         | 4        | 5        | 6         | 7     | 8     | 9        | 10       | 11      | 12       | 13       | 14        | 15       | 16      | Pos. | Puntos |
| ---- | -------------- | --------------- | -------- | -------- | --------- | -------- | -------- | --------- | ----- | ----- | -------- | -------- | ------- | -------- | -------- | --------- | -------- | ------- | ---- | ------ |
| 2021 | Abt Sportsline | Audi R8 LMS Evo | MNZ 1 15 | MNZ 2 15 | LAU 1 Ret | LAU 2 15 | ZOL 1 15 | ZOL 2 Ret | NÜR 1 | NÜR 2 | RBR 1 17 | RBR 2 15 | ASS 1 9 | ASS 2 16 | HOC 1 12 | HOC 2 Ret | NOR 1 13 | NOR 2 9 | 18.ª | 8      |